# Lars Montag
Lars Montag (Bünde, 23 aprile 1971) è un regista tedesco.

## Biografia
Dopo il diploma di scuola superiore ottenuto nel 1990 presso il Freiherr-vom-Stein-Gymnasium di Bünde, Montag ha lavorato presso un'agenzia pubblicitaria a Bielefeld . Ha poi completato la sua formazione presso la School of Broadcasting Technology di Norimberga dal 1990 al 1992, è stato assistente alla macchina da presa presso la WDR di Colonia dal 1992 al 1994 , ha studiato all'Accademia di Media Arts di Colonia dal 1994 al 1998 e ha completato i suoi studi con un diploma .
Per il suo cortometraggio di undici minuti Lenas Land (1999) ha ricevuto il Silver Film School Prize all'International Film School Festival di Monaco . Da allora ha diretto numerosi lungometraggi e scritto diverse sceneggiature.
Il 3 aprile 2022 Lars Montag è stato eletto nel consiglio dell'Accademia cinematografica tedesca.

## Filmografia
- Lenas Land (1999)
- Wen küsst die Braut? (2002)
- Sommernachtstod - film TV (2003)
- Küssen verboten, Baggern erlaubt - film TV (2003)
- Klassenfahrt – Geknutscht wird immer (2004)
- Willkommen in Lüsgraf (2006)
- Nur ein kleines bisschen schwanger (2007)
- Heiter bis tödlich: Zwischen den Zeilen - serie TV (episodi 5-8) (2013)
- Matterns Revier - serie TV (2015-2016)
- Schutzpatron. Ein Kluftingerkrimi - film TV (2016)
- St. Josef am Berg - serie TV (2018)
- Come vendere droga online (in fretta) - serie TV (2019)
- Werkstatthelden mit Herz - film TV (2020)
- Träume sind wie wilde Tiger (2021)